# 戴维·霍斯金
戴维·霍斯金（英語：David Hosking，20世纪—），英国男子赛艇运动员。他曾代表英国参加比利时举办的1980年世界赛艇锦标赛，获得男子轻量级八人单桨有舵手金牌。